# 原型娱乐
原型娱乐（英語：Archetype Entertainment）是一家美国电子游戏开发工作室，隶属于孩之寶旗下子游戏开发商和发行商威世智。该工作室位于德克萨斯州奥斯汀，由威世智于2019年4月创建。旨在开发威世智现有发行游戏《龙与地下城》和《万智牌》之外的新游戏产品。